# Нерва (шмак)
«Нерва» — шмак Балтийского флота Российской империи. Находился в составе флота с 1734 года по большей части использовался для грузовых перевозок по Финскому заливу, разбился в 1741 году по пути из Ревеля в Рогервик.

## Описание судна
Парусный шмак с деревянным корпусом.
Был одним из двух парусно-гребных судов в истории Российского императорского флота, носившим такое наименование. Также в составе Балтийского флота несла службу одноимённая галера 1774 года постройки.

## История службы
Шмак и два флейта были заложены в 1732 году на стапеле Олонецкой верфи мичманом Алексеем Чихачёвым, о чем 14 (25) ноября 1732 года заложивший суда кораблестроитель рапортовал на заседании Адмиралтейств-коллегии. В следующем 1733 году на коллегии также было рассмотрено предложение об использовании для оснащения этих судов такелажа со списанных линейных кораблей «Иссак-Виктория», «Принц Евгений», «Пантелеймон-Виктория», «Астрахань» и фрегата «Самсон». В 1734 году шмак и флейты были спущены на воду и 4 (15) июля 1734 года прибыли на Кронверкскую верфь для оснащения парусами и такелажем. В том же месяце шмак получил наименование «Нерва» и вошёл в состав Балтийского флота России.
В кампании с 1735 по 1741 год состоял на грузовых перевозках между портами Финского залива.
В 1741 году следовал с грузами из Ревеля в Рогервик налетел в шхерах на риф и разбился.

## Командиры шмака
Командирами шмака «Нерва» в составе Российского флота в разное время служили:
- Венюков (1735 год);
- Эгер (1741 год).